# Антипов Микола Кирилович
Мико́ла Кири́лович Анти́пов (нар. 15 грудня 1894, село Лисичкіно Нивської волості Староруського повіту Новгородської губернії, тепер Новгородської області, Російська Федерація — розстріляний 29 липня 1938, місто Москва, Російська Федерація) — радянський партійний діяч, голова Петроградської обласної надзвичайної комісії (ЧК), народний комісар пошти і телеграфів СРСР, заступник голови РНК СРСР, член ЦВК 1—7-го скликань. Член ЦК ВКП(б) у 1924—1937 роках. Член Комісії радянського контролю при РНК СРСР у 1934—1937 роках. Кандидат у члени Організаційного бюро ЦК ВКП(б) з 2 червня 1924 по 18 грудня 1925 року і з 11 квітня 1928 по 26 червня 1930 року. Кандидат у члени Секретаріату ЦК ВКП(б) з 12 червня 1924 по 18 грудня 1925 року.

## Біографія
Народився в родині слюсаря, вихідця із селян. Закінчив трикласне початкове училище. У 1911 році закінчив чотирикласне ремісниче училище при Адміралтейському суднобудівному заводі в Санкт-Петербурзі.
У червні 1911 — листопаді 1913 року — слюсар Адміралтейського суднобудівного заводу, слюсар чавуноливарного заводу Нідермейера, слюсар заводу Однера в Санкт-Петербурзі.
Член РСДРП(б) з квітня 1912 року.
У грудні 1913 року заарештований за революційну діяльність, до січня 1914 року перебував у в'язниці попереднього ув'язнення в Санкт-Петербурзі.
З лютого по жовтень 1914 року — слюсар заводів «Новий Айваз», «Новий Парвіайнен», «Старий Лесснер», «Трикутник» у Санкт-Петербурзі (Петрограді).
У жовтні 1914 року заарештований за революційну діяльність, до липня 1915 року перебував у в'язниці «Хрести» в Петрограді.
З вересня по жовтень 1915 року — слюсар заводу «Динамо» в Москві.
У листопаді 1915 року заарештований за революційну діяльність, до березня 1916 року перебував у Бутирській в'язниці в Москві.
У квітні — травні 1916 року — рядовий російської армії в місті Стара Русса.
З червня по жовтень 1916 року — слюсар заводу «Рено», заводу акціонерного товариства механічних, гільзових і трубочних заводів Барановського в Петрограді.
У листопаді 1916 року заарештований за революційну діяльність, до лютого 1917 року перебував у в'язниці «Хрести» в Петрограді.
З беезня 1917 року — член і пропагандист Петроградського комітету РСДРП(б), депутат Петроградської ради. З листопада 1917 року — член президії Центральної ради фабрично-заводських комітетів Гельсінгфорса і Петрограда.
У грудні 1917 — березні 1918 року — член президії і заступник голови Вищої ради народного господарства (ВРНГ) Російської Радянської Республіки (РРФСР).
У березні — липні 1918 року — заступник голови ради народного господарства (РНГ) Союзу комун Північної області в Петрограді.
У серпні 1918 — січні 1919 року — заступник голови Петроградської обласної надзвичайної комісії (ЧК) при РНК Союзу комун Північної області в Петрограді. З 2 по 15 січня 1919 року — голова Петроградської обласної надзвичайної комісії (ЧК) при РНК Союзу комун Північної області в Петрограді. Організатор комуністичного терору у колишній столиці Російської імперії.
У квітні — листопаді 1919 року — голова Казанського губернського комітету РКП(б). Одночасно в липні — листопаді 1919 року — голова виконавчого комітету Казанської губернської ради. З серпня по 23 вересня 1919 року — голова Казанської губернської надзвичайної комісії (ЧК).
У жовтні 1919 — січні 1920 року — член Революційної військової ради Запасний армії РСЧА в місті Казані.
У лютому — березні 1920 року — секретар Нарвського районного комітету РКП(б) Петрограда.
У квітні — липні 1920 року — начальник політичного відділу Сизрань-В'яземської залізниці в місті Калузі.
У серпні 1920 — липні 1921 року — член президії ЦК Спілки залізничників. У липні 1921 — вересні 1923 року — член президії та завідувач організаційного відділу ВЦРПС.
У жовтні 1923 — серпні 1924 року — член секретаріату Московського губернського комітету РКП(б).
У жовтні 1924 — 27 липня 1925 року — завідувач організаційно-розподільного відділу ЦК РКП(б).
У липні 1925 — березні 1926 року — відповідальний секретар Уральського обласного комітету РКП(б) у місті Свердловську.
У березні 1926 — 20 жовтня 1927 року — 2-й секретар Ленінградського губернського комітету ВКП(б) і секретар Північно-Західного бюро ЦК ВКП(б).
21 листопада 1927 — березень 1928 року — секретар Ленінградського обласного комітету ВКП(б).
16 січня 1928 — 30 березня 1931 року — народний комісар пошти і телеграфів СРСР. З квітня 1930 по 1934 рік очолював Всесоюзну рада фізичної культури при ЦВК СРСР.
30 березня 1931 — 11 лютого 1934 року — заступник народного комісара робітничо-селянської інспекції СРСР та член Президії Центральної контрольної комісії ВКП(б).
Одночасно з липня 1931 по травень 1934 року — голова Комітету з винахідництва при Раді праці та оборони СРСР.
11 лютого 1934 — 27 квітня 1935 року — заступник голови та член Бюро Комісії радянського контролю при РНК СРСР.
27 квітня 1935 — 21 червня 1937 року — заступник голови Ради народних комісарів (РНК) СРСР. Одночасно, 27 квітня 1935 — 28 квітня 1937 року — заступник голови Ради праці та оборони СРСР.
27 квітня 1935 — 21 червня 1937 року — голова Комісії радянського контролю при РНК СРСР.
21 червня 1937 року заарештований органами НКВС. Засуджений Воєнною колегією Верховного суду СРСР 28 липня 1938 року до страти, розстріляний наступного дня. Похований на полігоні «Комунарка» біля Москви.
30 червня 1956 року реабілітований, 10 вересня 1956 року посмертно відновлений у партії.